# Cel mai îndepărtat țărm
Cel mai îndepărtat țărm (1972) (titlu original The Farthest Shore) este a treia carte a seriei Terramare scrisă de Ursula K. Le Guin. Ea continuă aventurile din Mormintele din Atuan, care, la rândul său, este o urmare a celor din Un vrăjitor din Terramare. Romanele seriei Terramare au stat la baza filmului animat al studiourilor Ghibli Tales from Earthsea. Cartea a câștigat Premiul Național de Carte pentru "Cea mai bună carte de copii" în 1973.

## Intriga
O boală ciudată și inexplicabilă se răspândește prin Terramare. Magia își pierde puterea; cântecele sunt uitate; oamenii și animalele se îmbolnăvesc și înnebunesc. Însoțit de Arren, tânărul Prinț din Enlad, Arhimagul Ged părăsește insula Roke pentru a descoperi cauza acestor fenomene. După o călătorie fragmentată de numeroși pași greșiți, ajung la capătul lumii și trec dincolo de el, pe insula morților. Acolo, ei îl înfruntă și îl înving pe magicianul Cob, care a deschis o poartă între lumi și vrea să păcălească moartea, pentru a trăi veșnic. Ged își sacrifică puterile magice, închizând această poartă.
Odată reveniți în lumea celor vii, Arren își dă seama că a îndeplinit profeția făcută cu multe secole înainte de către ultimul rege din Terramare: "Cel care va traversa viu tărâmul morții și va reveni la țărmul îndepărtat al zilei, îmi va moșteni tronul." În timpul scurs, regatul s-a fărâmițat în mici principate și domenii, care trăiesc într-o pace relativă. Acum, ele pot fi reunite.
Le Guin prezintă două finaluri. În unul dintre ele, după încoronarea lui Arren, Ged pornește pe ocean și nu se mai aude de el niciodată. În celălalt, Ged se întoarce în pădurile insulei sale de baștină, Gont. În 1990, la șaptesprezece ani după publicarea Celui mai îndepărtat țărm, când a reluat povestea în cartea Tehanu, Le Guin a optat pentru al doilea final.

## Personaje importante
Cobvrăjitor care deschide poarta între lumea celor vii și lumea morților.
GedArhimag din Roke, supranumit Șoimanul.
Kalessincel mai vârstnic dragon.
Lebannentânăr prinț din Enlads, numit și Arren.
Orm Embardragon puternic din vest, descendent al lui Orm.

## Teme
La fel ca precedentele cărți ale trilogiei, aceasta este un bildungsroman. Povestea este istorisită în principal din perspectiva lui Arren, care se transformă din băiatul care îi idolatrizează pe maeștrii din Roke, într-un om care discută plin de încredere cu dragonii în Selidor.
Și Ged s-a maturizat. Nu mai este băiatul impulsiv care a deschis o poartă între lumi în Un vrăjitor din Terramare, sau tânărul temerar care a intrat singur în Mormintele din Atuan. Deși misiunea pe care o are în față este la fel de grea și de periculoasă ca anterioarele, acțiunile sale sunt ghidate acum de nevoie.
Într-un fel, Cob este alter ego-ul lui Ged - un Ged care nu a renunțat la calea periculoasă a chemării morților, pe care a pășit în tinerețe, ci a mers pe ea până la capăt. Cu toate acestea, confruntarea finală dintre Ged și Cob, în care primul închide poarta dintre lumea morților și a celor vii este similară aceleia cu Umbra din prima carte, Umbră care era alter ego-ul lui Ged într-un mod mult mai explicit.
Închiderea porții răului, cu costul pierderii complete a puterilor magice (și aproape cu costul vieții), poate fi considerată și îndeplinirea dorinței de a "anula răul" pe care tânărul Ged i-a destăinuit-o Arhimagului de atunci, Gensher (și pe care, după cum i-a spus Arhimagul, era incapabil să o îndeplinească pe atunci).